# Metropolitana di Tabriz

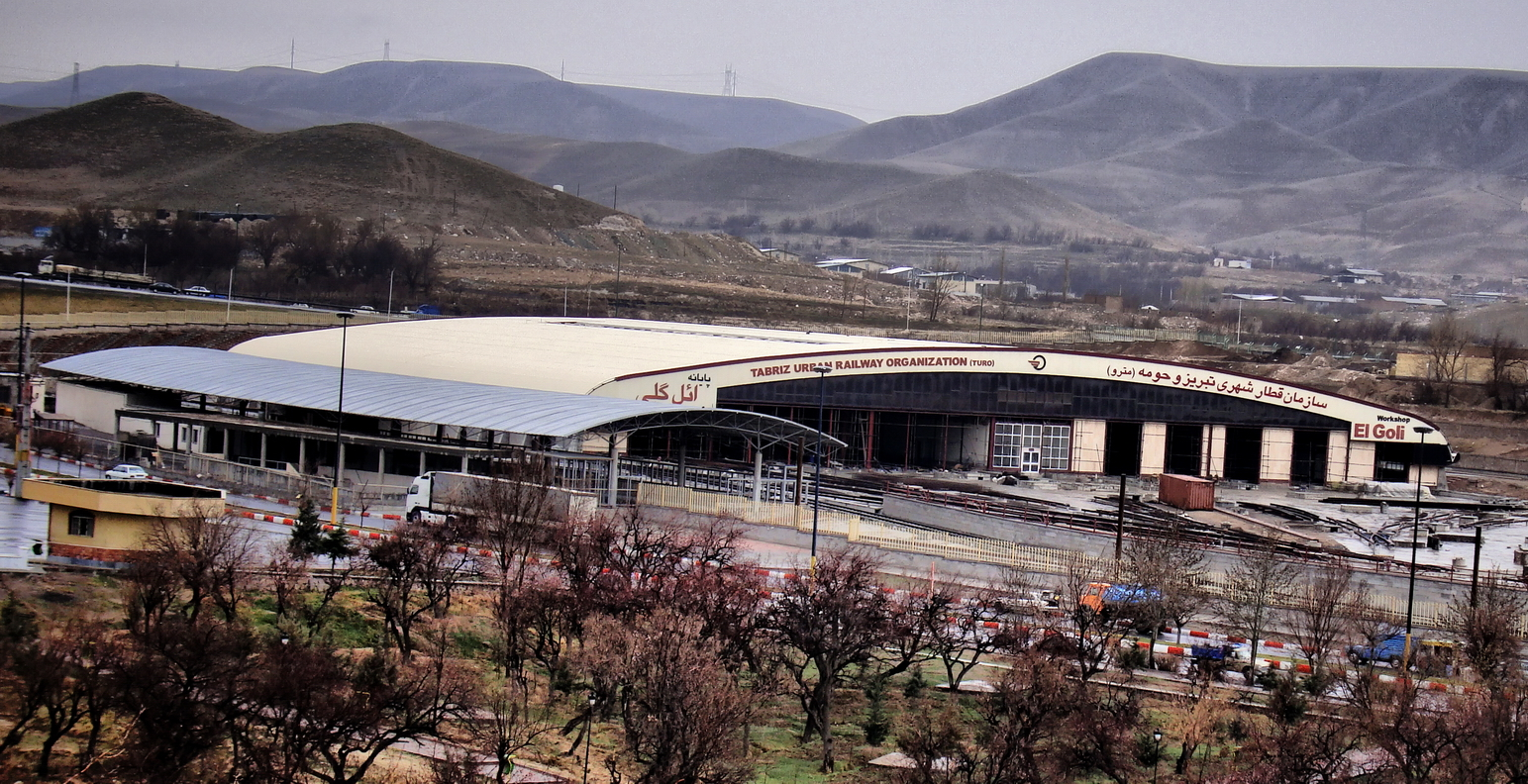
Tabriz Urban Railway Organization (TURO), El-Gölü Station.

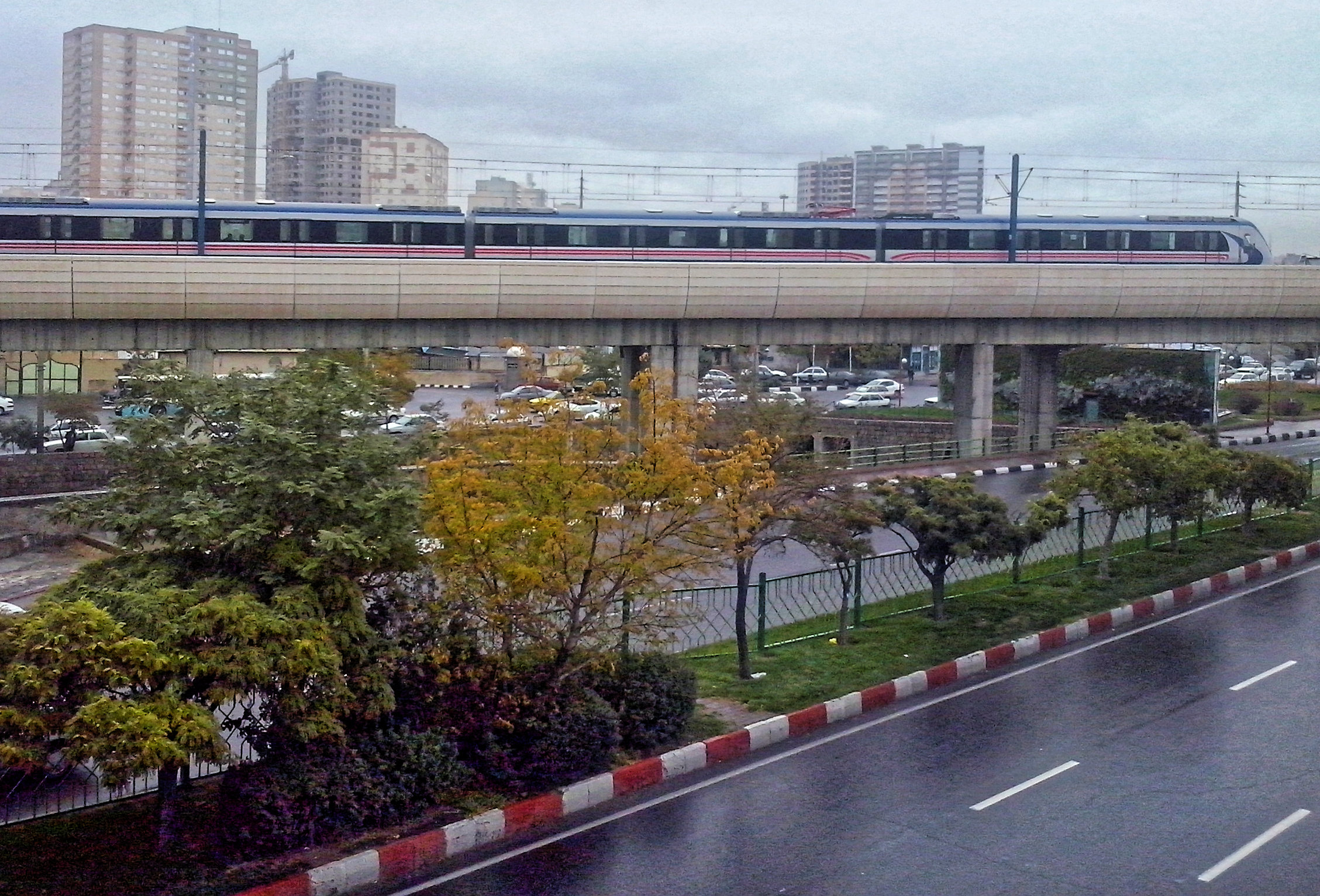
Tabriz Metro Train on Bridge

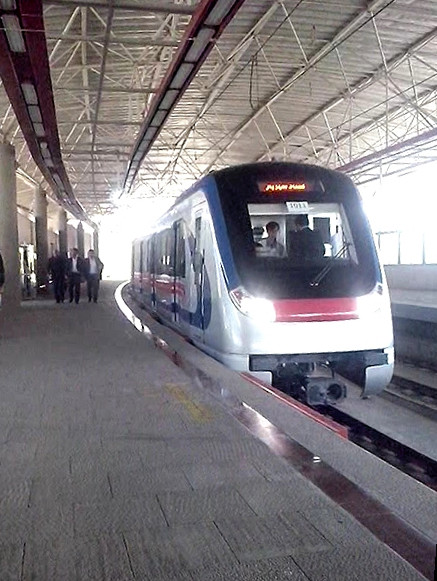
Train entering Elgoli Station

La metropolitana di Tabriz è la metropolitana che serve la città iraniana di Tabriz.

## Storia
Il primo tratto della metropolitana, lungo 7 chilometri per 6 stazioni, venne aperto all'esercizio il 28 agosto 2015.